# Hort de Can Toni

L'Hort de Can Toni, respecte del terme d'Abella de la Conca

L'Hort de Can Toni és una petitíssima partida rural del terme municipal d'Abella de la Conca, a la comarca del Pallars Jussà.
Està situada a tocar del poble, pel costat de ponent i per damunt de la Carretera d'Abella de la Conca.
Comprèn la parcel·la 353 del polígon 4 d'Abella de la Conca; consta de 0,0309 hectàrees actualment improductiu.
Es tracta d'un topònim purament descriptiu: és l'hort, ara en desús, que pertanyia a la casa de la vila d'Abella de la Conca d'aquest nom.